# Coppenbrügge
Coppenbrügge è un comune mercato di 7 632 abitanti della Bassa Sassonia, in Germania.
Appartiene al circondario (Landkreis) di Hameln-Pyrmont (targa HM).